# 小野市立来住小学校
小野市立来住小学校（おのしりつ きししょうがっこう）は兵庫県小野市下来住町にある小学校である。

## 概要
- 小野市の来住地区に位置している小学校である

## 沿革

### 経緯
1873年（明治5年）、阿形村、西脇村の児童が通う両郷小学校、来住村の児童が通う両郷小学校分校、黍田村の児童が通う垂井小学校が設立された。1886年（明治19年）、各小学校は小野小学校の分校となった。1892年（明治25年）7月、来住村立来住小学校が設立され、1913年（大正2年）4月高等科を併設し、来住尋常高等小学校と改称された。

### 年表
- 1873年 - 両郷小学校、両郷小学校分校、垂井小学校が開校
- 1892年7月 - 来住村立来住小学校が設立
- 1913年4月 - 高等科を併設し、来住尋常高等小学校に改称
- 1954年12月1日 - 加東郡来住村が小野市の一部となり、それに伴い小野市立来住小学校に改称
- 2002年7月 来住小学校の建て替え工事が完了

## 児童数
- 毎年、1学年20人程である。[2]

## 行事
- 運動会 - 「来住っ子スポーツフェスティバル」の愛称が付けられている。[3]

## 校区
- 以下の区域である。[4]

| 町名     | 区域 |
| -------- | ---- |
| 黍田町   | 全域 |
| 下来住町 | 全域 |
| 来住町   | 全域 |
| 阿形町   | 全域 |
| 西脇町   | 全域 |
| 福甸町   | 全域 |

## 卒業後の進路
- 小野市立小野南中学校

### 過去の卒業後の進路
- 小野市立来住中学校

## 校区が隣接している学校
- 小野市立市場小学校
- 小野市立小野小学校
- 小野市立河合小学校
- 加西市立九会小学校
- 加古川市立義務教育学校両荘みらい学園
- 三木市立別所小学校